# توماس كروكس
توماس كروكس (بالإنجليزية: Thomas Crooks)‏ هو مدير فني أمريكي، (و. 1862  م).